# Suberites ruber
Suberites ruber är en svampdjursart som beskrevs av Thiele 1905. Suberites ruber ingår i släktet Suberites och familjen Suberitidae.
Artens utbredningsområde är havet utanför Chile. Inga underarter finns listade i Catalogue of Life.